# Bianca (vệ tinh)
Bianca là một vệ tinh tự nhiên vòng trong của Sao Thiên Vương. Nó được phát hiện từ những hình ảnh được chụp bởi Voyager 2 vào ngày 23 tháng 1 năm 1986, và được chỉ định tạm thời là S/1986 U 9. Nó được đặt theo tên của chị gái của Katherine trong vở kịch The Taming of the Shrew của Shakespeare. Nó còn có tên định danh là Uranus VIII.
Bianca thuộc nhóm các vệ tinh Portia, bao gồm Cressida, Desdemona, Juliet, Portia, Rosalind, Cupid, Belinda và Perdita. Các vệ tinh này có quỹ đạo và tính chất trắc quang tương tự nhau. Ngoài quỹ đạo, bán kính 27 km và suất phản chiếu hình học là 0,08, hầu như chúng ta không còn biết gì về vệ tinh này.
Trong bức ảnh chụp của Voyager 2, Bianca xuất hiện dưới hình dạng một vật thể thuôn dài, trục chính hướng về phía Sao Thiên Vương. Tỷ lệ trục hình cầu nghiêng của Bianca là 0,7 ± 0,2. Bề mặt của nó có màu xám.